# Ivy Winters
Ivy Winters, nombre artístico de Dustin Winters, es un artista drag, cantante y actor estadounidense. Es conocido por participar en la quinta temporada del programa de telerrealidad RuPaul's Drag Race, luego ganó el título de Miss Simpatía.

## Biografía
Antes de participar en Drag Race, Winters trabajó como artista de circo durante ocho años y medio en Nueva York, donde aprendió a hacer malabares, a caminar con zancos y a respirar fuego. Empezó a trabajar como drag a los 18 años. Fue diseñador de vestuario de Lady Bunny y de la concursante de la tercera temporada, Manila Luzon. Salió del armario declarándose gay ante sus padres en su primer año de instituto. Su hermana salió del armario declarándose lesbiana un año después. Y su otro hermano salió del armario al año siguiente.

## Carrera
Winters fue anunciado como uno de los catorce concursantes de la quinta temporada de RuPaul's Drag Race el 28 de enero de 2013. Fue eliminado en el octavo episodio, quedando en séptimo lugar. Posteriormente ganó el título anual de Miss Simpatía en la final en vivo de la temporada el 1 de mayo de 2013. Hizo una aparición en la final hecha en directo de la sexta temporada, donde presentó a la siguiente ganadora de Miss Simpatía, BenDeLaCreme, quién había quedado en quinto lugar,.
Después del programa, Winters presentó un programa de Internet llamado Queen Acres, un programa de bricolaje y manualidades. La concursante de la sexta temporada, Darienne Lake, fue su anfitriona. El primer episodio fue subido a YouTube el 24 de diciembre de 2017. También hizo una aparición en un episodio de Watch What Happens Live juntó con Lake y Sherry Vine. Apareció en el documental, Dragged en 2016. Apareció en un vídeo de Buzzfeed el 2 de abril de 2013 donde hablaba sobre su experiencia como drag queen.
Winters lanzó su primer sencillo, "Overcome", el 22 de junio de 2016. Apareció en los primeros tres volúmenes de Christmas Queens, juntó con otros exalumnos de Drag Race. Un video musical para "Elfy Winters Night" del segundo volumen fue subido a su canal de YouTube el 13 de diciembre de 2016. El vídeo incluye plastimación en stop-motion que él mismo diseñó.

## Vida personal
Winters se casó con su esposo, Keith Book, el 26 de noviembre de 2015.

## Filmografía

### Películas
| Año  | Título     | Papel    | Notas       |
| ---- | ---------- | -------- | ----------- |
| 2016 | Dragged    | El mismo | Documental  |
| 2019 | The Queens | El mismo | Documentary |

### Televisión
| Año  | Título                           | Papel    | Notas                       |
| ---- | -------------------------------- | -------- | --------------------------- |
| 2013 | RuPaul's Drag Race (temporada 5) | El mismo | Concursante (séptimo lugar) |
| 2013 | RuPaul's Drag Race: Untucked     | El mismo |                             |
| 2014 | RuPaul's Drag Race (temporada 6) | El mismo | Invitado - Final en vivo    |
| 2017 | Watch What Happens Live          | El mismo |                             |

### Series web
| Año  | Título      | Papel    |
| ---- | ----------- | -------- |
| 2013 | Buzzfeed    | El mismo |
| 2017 | Queen Acres | El mismo |

### Videos musicales
| Año  | Título        | Artista            | Ref.   |
| ---- | ------------- | ------------------ | ------ |
| 2015 | "Hieeee"      | Alaska Thunderfuck | [ 17 ] |
| 2017 | "Let It Snow" | Christmas Queens   | [ 18 ] |

## Discografía
| Año  | Título               |
| ---- | -------------------- |
| 2016 | "Overcome"           |
| 2016 | "Elfy Winters Night" |